# Amable (1846-1916)
Pour les articles homonymes, voir Amable.
Amable, pseudonyme de Dauphin-Amable Petit, né le 22 février 1846 à Rouen et mort le 3 mars 1916 à Trégastel, est un acteur, peintre et décorateur français, notamment pour le théâtre.

## Parcours
Amable débute aux Funambules du boulevard du Temple en 1852 comme acteur. Il y joue la pantomime, passe au théâtre Comte en 1853, puis revient aux Funambules et y reste jusqu'à la démolition de ce théâtre (1862). 
Pris du goût de la peinture décorative, il entre comme élève chez Robecchi en 1860 ; devenu son associé en 1885 après avoir peint pour la Porte-Saint-Martin le cabinet de Justinien dans Théodora de Victorien Sardou (1887), il fournit alors un grand nombre de décors, à l'Opéra et à tous les grands théâtres.
Son atelier parisien se situait au 9 rue Lauzin.
Il est nommé chevalier de la Légion d'honneur par décret du 22 janvier 1902.